# Le Voyageur des siècles
Le Voyageur des siècles est une mini-série française de science-fiction en noir et blanc et en quatre épisodes de 90 minutes, réalisée par Jean Dréville d'après un scénario de Noël-Noël, diffusée entre le 7 et le 28 août 1971 sur la première chaîne de l'ORTF. 

## Synopsis
Il s'agit d'un récit de paradoxe temporel.
En 1981, Philippe d'Audigné (Hervé Jolly) met au point, en se fondant sur les recherches de son grand-oncle François d'Audigné (Robert Vattier), une machine à remonter le temps qu'il appelle « chronosphère ». À bord de celle-ci, construite dans une caverne à Luzarches, il part rejoindre son grand-oncle en 1885.
Il emporte avec lui une autre de ses inventions, qui permet la visualisation des images passées qui se sont reflétées dans les miroirs. Parcourant ces images avec François d'Audigné, Philippe tombe amoureux de l'image d'une de ses ancêtres, guillotinée durant la Révolution française. Il décide donc de voyager vers 1788 et convainc son ancêtre de l'accompagner, dans l'espoir de rencontrer la femme de ses rêves et de la sauver, même si cela implique d'utiliser la technologie des années 1980 pour empêcher la Révolution française…

## Distribution
- Hervé Jolly : Philippe d'Audigné (épisodes 1 à 4)
- Robert Vattier : le professeur François d'Audigné (épisodes 1 à 4)
- Raymond Baillet : Brunot, l'assistant (épisode 1 à 4)
- Lucien Raimbourg : le professeur Cloutier (épisodes 1 à 4)
- Fernand Bercher : le professeur Fabrette (épisodes 1 à 4)
- Henri de Livry : le professeur Pelletier (épisodes 1 à 4)
- Myriam Colombi : Catherine d'Audigné (épisodes 3 et 4)
- Jacques Harden : Xavier dit Coco Bel Œil (épisode 3)
- Anne-Marie Carrière : Mary d'Autson (épisode 3)
- Paul Bisciglia : le valet réjoui (épisodes 3 et 4)
- Angelo Bardi : le patron du garni  (épisodes 2 et 3)
- Roger Carel : Napoléon Bonaparte (épisode 4)
- Laurence Badie : Marguerite Bonaparte (épisode 4)
- Michel Le Royer : La Fayette (épisode 3)
- Robert Sandrey : le facteur (épisode 1)
- Georges de Caunes : lui-même (épisode 1)
- Roland Giraud : le speaker (épisode 1)
- Gérard Darrieu : Jolivet
- Georgette Anys : la patronne de l’auberge (épisode 2)
- Guy Delorme : le voleur (épisode 2)
- Katia Tchenko : une bergère (épisode 2)
- Florence Giorgetti : la nourrice (épisode 3)
- Claire Olivier : Mélie (épisode 3)
- Jean-Marie Proslier : le tailleur (épisode 3)
- Germaine de France : Madame Permon (épisode 4)
- Dominique Minot : Madame Bressieux (épisode 4)
- Robert Party : De Castries (épisode 4)
- André Var : Bourienne (épisode 4)
- Pierre Mirat : Louis XVI (épisode 4)
- Paul Demange : le tricycliste (épisode 4)
- Jean Marconi : le premier client du café (épisode 4)
- François Hélie : le deuxième client du café (épisode 4)
- Jean Rupert : le troisième client du café (épisode 4)
- Paule Launay : la patronne de l'auberge (épisode 4)
- Jacques Provins : le patron de l'auberge (épisode 4)
- Nadine Rougier : la servante de l'auberge (épisode 4)
- Pierre Moncorbier : le curé (épisode 4)
- Roger Carel : Napoléon Bonaparte (épisode 4)
- Laurence Badie : Madame Bonaparte (épisode 4)

## Fiche technique
- Titre : Le Voyageur des siècles
- Réalisateur : Jean Dréville
- Scénario :
- Musique : René Cloërec, Pierre Angles
- Directeur de la photo : Jean-Jacques Guyard
- Producteur :
- Sociétés de production : ORTF, Telfrance
- Format : noir et blanc - 16 mm double bande magnétique - 1,33:1 - son : Mono
- Pays de production :  France
- Chaîne : première chaîne de l'ORTF
- Genre : Science-fiction
- Durée : 4 épisodes de 90 minutes
- Date de diffusion : du 7 août 1971 au 28 août 1971

## Contexte de la série
Le Voyageur des siècles est, d'après le générique des épisodes, une « Julvernerie moderne » de Noël-Noël réalisée par Jean Dréville, développé d'abord pour le cinéma. Au bout de vingt ans d'échecs, ils se sont résignés à essayer d'en faire une série télévisée. Après plusieurs tentatives, le projet est finalement accepté par Michel Canello de Telfrance. Le budget est de deux millions de francs de l'époque, et la série a été tournée en soixante-neuf jours, du 20 octobre 1969 au 19 janvier 1970. D’un projet de départ de deux heures, Noël-Noël a adapté une série de six heures, sans trop dénaturer l'histoire. Cependant, frustré de ne pas avoir réussi à en faire un film de cinéma, Noël-Noël ne joue pas dans la série car il a pensé qu’avec des moyens aussi étriqués que ceux de la télévision, le résultat risquait d'être décevant. Malheureusement, la série est diffusée en plein mois d'août 1971 et passe relativement inaperçue.

## Une vision du futur
Le premier épisode donne une vision du futur, 1981, selon Noël-Noël. Bien qu'éloigné de seulement dix ans dans le futur par rapport à la diffusion, le monde a connu des progrès fantastiques. Ainsi, les véhicules automobiles fonctionnent sur le principe du magnétisme et sont dépourvus de roues. Les systèmes reposant sur l'énergie magnétique se sont généralisés, comme la porte de la caverne de Philippe d'Audigné. 
Paris est éclairée la nuit par un dais lumineux gigantesque supporté par des piliers de cinq cents mètres de haut dont l'un est situé près de Luzarches et un autre à Montlhéry. Saint-Flour est une ville de gratte-ciels, encombrée par les automobiles magnétiques et les hélicoptères. La conquête spatiale a fait d'énormes progrès, une guerre a eu lieu à la surface de la Lune en 1976 et des survols habités de Vénus et de Saturne sont organisés.
La télévision est en relief, et le vidéophone domestique est utilisé dans les maisons. Georges Brassens a été reçu à l'Académie française, Jean Marais est le doyen du Français et Georges de Caunes officie sur la cinquième chaîne de télévision.

## Épisodes

### Prologue: L'étrange disparition de Philippe d'Audigné + Chapitre I: l'Homme au Tricorne
En 1981, c'est-à-dire 10 ans dans le futur, la sœur du Comte Philippe d'Audigné fait appel à la police pour retrouver son frère disparu depuis 6 mois. Selon elle, ayant mis la main sur les recherches de son grand-oncle, le jeune homme aurait construit une machine à voyager dans le temps. À Luzarches, les policiers découvrent dans une grotte ce qui semble être le squelette du jeune homme, vieux de 200 ans. Un radiesthésiste semble détecter également la présence, il y a 200 ans, du grand-oncle François d'Audigné. Après le prologue, nous nous retrouvons dans les années 1880. Le secrétaire du grand-oncle tout juste décédé livre à une assemblée ébahie un récit incroyable : François d'Audigné aurait accueilli chez lui un visiteur du futur.

### Chapitre II: L'album de famille
Philippe d'Audigné est remonté dans le passé grâce à une machine à voyager dans le temps qu'il a cachée dans la grotte de Luzarches. Il explique à son grand-oncle le but de son voyage. En mettant au point une invention qui enregistre les reflets du passé dans les miroirs, il est tombé fou amoureux de la dame de compagnie de son aïeule vue dans un des miroirs de son château. Le reflet datant de 1788, il est bien décidé à remonter le temps en compagnie de son grand-oncle pour sauver la jeune femme de la guillotine.

### Chapitre III: Le grain de sable
Revenus en 1788, Philippe d'Audigné et son grand-oncle François d'Audigné se rendent au château familial pour rencontrer la dame de compagnie de leur aïeule dont Philippe est tombé éperdument amoureux. Une fois sur place, le jeune homme se rend compte de sa méprise : la dame de compagnie est en fait sa propre aïeule. Il devient encore plus urgent de la sauver. Philippe tente de la convaincre de fuir la France avant que la Révolution n'éclate, la jeune femme le prend pour un fou. En désespoir de cause, Philippe décide d'entrer en contact avec le roi Louis XVI. En lui présentant un dossier contenant des photos de l'avenir et les mesures à prendre pour satisfaire le peuple, il espère tuer dans l’œuf la Révolution française et sauver son grand amour. Son plan va marcher au-delà de ses espérances.

### Chapitre IV:  Le bonnetier de la rue Tripette
Le plan de Philippe d'Audigné a fonctionné. Non seulement le roi Louis XVI a évité la Révolution, mais il a fait construire les inventions dont Philippe avait livré des plans : l'automobile, le téléphone... Arrivés en 1808 pour vérifier le succès de leur opération, Philippe d'Audigné et son grand-oncle constatent aussi que la révolution a éclaté en Allemagne et que les révolutionnaires prussiens sont aux portes de Paris. De plus, l'aïeule dont Philippe est éperdument amoureux est morte dans un accident d'automobile (à bord de l'un des premiers prototypes). Devant les conséquences dramatiques de leurs actes, Philippe et son grand-oncle partent à la recherche de Napoléon Bonaparte. Selon eux, c'est le seul homme qui peut sauver la France face aux Prussiens. Las ! À la faveur du paradoxe temporel, Bonaparte est devenu un simple bonnetier. En dernier ressort, les deux voyageurs des siècles retournent en 1788 pour annuler leurs méfaits. Quelles que soient leurs actions, la dulcinée de Philippe semble condamnée à mourir. François, le grand-oncle, juge plus raisonnable de ne plus jouer avec le temps. Revenu auprès de la machine à voyager dans le temps, il tente de convaincre Philippe qui voudrait encore sauver son aimée. Le ton monte. Dans la dispute, Philippe trébuche et se tue avec son arme (un rayon laser), juste après avoir blessé mortellement son grand-oncle. Ce dernier a à peine le temps de revenir à son époque pour coucher sur le papier l'histoire extraordinaire qu'il vient de vivre, puis s'éteint. L'histoire a repris son cours normal, au prix de la vie des deux héros.

## Produits dérivés

### Roman
Un roman inspiré de la série a été publié dans la collection « Bibliothèque verte ». Il est illustré par Jacques Pecnard. L'histoire a été remaniée par Noël-Noël et comporte une fin heureuse pour cette publication destinée à la jeunesse : loin de se disputer, les deux hommes renoncent à modifier le passé, retournent chacun à son époque et Philippe fait la connaissance d'une de ses cousines éloignées qui est le portrait vivant de l'aïeule dont il était amoureux.

### DVD
En 2012, l'Institut national de l'audiovisuel a édité l'intégrale de la série dans un coffret 2 DVD de sa collection "Les inédits fantastiques".